# Raoul Hayoit de Termicourt
Raoul Edouard Emile Ghislain burggraaf Hayoit de Termicourt (Antwerpen, 13 maart 1893 - Brussel, 26 november 1970) was een Belgisch magistraat. Hij was onder meer procureur-generaal bij het Hof van Cassatie. Met zijn juridische adviezen speelde hij een belangrijke rol in de zogenaamde Koningskwestie.

## Biografie

### Familie
Raoul Hayoit de Termicrout was een zoon van Eugène Hayoit, voorzitter van het Krijgshof, en Clara Biart. De familie Hayoit kreeg in 1891 vergunning om de Termicourt aan de familienaam toe te voegen.
Hij trouwde in 1921 in Elsene met Alice de Lantsheere (1900-1956), dochter van Léon de Lantsheere, kleindochter van burggraaf Théophile de Lantsheere en achterkleindochter van Adolphe Bosquet. Ze kregen twee kinderen.

### Carrière
Hayoit vatte zijn studies rechten de Katholieke Universiteit Leuven aan, maar die werden onderbroken door de Eerste Wereldoorlog. Hij nam als vrijwilliger aan de oorlog deel en verwierf zowel het Belgische Oorlogskruis als het Franse Oorlogskruis en de medaille van Vuurkruiser. 
Hij promoveerde in 1919 tot doctor in de rechten en trad toe tot de magistratuur, waar hij achtereenvolgens de volgende functies vervulde:
- 1922: eerste substituut van de procureur des Konings in Brussel,
- 1923: substituut van de procureur-generaal bij het hof van beroep in Brussel,
- 1928: procureur des Konings in Brussel,
- 1932: procureur-generaal bij het hof van beroep in Brussel,
- 1938: advocaat-generaal bij het Hof van Cassatie.

Hij was een vertrouweling van koning Leopold III, die hem in 1939 een ministerpost, zelfs die van eerste minister wilde toevertrouwen, wat hij weigerde.

### Tweede Wereldoorlog
In mei 1940 was Hayoit als reserveofficier opnieuw in het leger. Onder de Duitse bezetter werden procureurs-generaal Adolphe Gesché en Léon Cornil toegang tot het Justitiepaleis van Brussel ontzegd. Samen met advocaat-generaal Roger Janssens de Bisthoven was Hayoit de Termicourt bijgevolg voor het Hof van Cassatie verantwoordelijk. Onder zijn impuls namen het Hof en de gehele rechterlijke macht een krachtig standpunt in, met name tegen de deportatie en dwangarbeid van Belgen in Duitsland. Met gevaar voor eigen leven probeerde hij tevergeefs de stafhouder van de Brusselse balie Louis Braffort te redden, die kort voor de bevrijding door rexisten werd vermoord. Tijdens de oorlog was Hayoit de facto het hoofd van het Belgisch gerechtelijk apparaat.
Wanneer de fundamentele onenigheid tussen koning Leopold III en zijn regering tot stand kwam, adviseerde hij aan de koning dat hij zijn regering niet zomaar kon afzetten en ze niet tot ontslag kon dwingen als ze dat niet wenste. Dit advies was bijzonder belangrijk, want het weerhield er de koning van om een nieuwe regering te benoemen, die hem mogelijks in de collaboratie had kunnen meeslepen.
Op 29 mei 1940 stelde hij samen met Joseph Pholien en Albert Devèze een juridische nota op, waarin de capitulatie van het leger, zonder de tussenkomst van de regering, op constitutionele gronden werd gerechtvaardigd.

### Na de oorlog
Na de oorlog hernam Hayoit zijn rechterlijke taken; Léon Cornil bleef procureur-generaal. In januari 1954 werd hij in opvolging van Cornil procureur-generaal bij het Hof van Cassatie. Hij ging met emeritaat in december 1967. Walter Ganshof van der Meersch volgde hem als procureur-generaal op.
In 1968 werd hij opgenomen in de erfelijke adel, met de titel burggraaf, overdraagbaar bij eerstgeboorte.

## Archief
Het archief van Raoul Hayoit de Termicourt betreffende de werking van de Belgische overheden tijdens de Tweede Wereldoorlog wordt bewaard bij het CegeSoma in Brussel.